# (33023) 1997 PJ3
(33023) 1997 PJ3 là một tiểu hành tinh vành đai chính. Nó được phát hiện qua chương trình tiểu hành tinh Beijing Schmidt CCD ở trạm Xinglong ở tỉnh Hồ Bắc, Trung Quốc ngày 3 tháng 8 năm 1997.